# K.V. Zetterstéen
Karl Vilhelm Zetterstéen (født 18. august 1866 i Orsa,
død 1. juni 1953) var en svensk orientalist, mest kendt for sin oversættelse af Koranen til svensk.
Zetterstéen blev student i Uppsala i 1884. Han var professor ved Uppsala universitet fra 1904 til 1931.
Zetterstéen udgav tidsskriftet Le monde oriental. Han var en sin tids førende eksperter i semitiske sprog, især arabisk, men arbejdede også dybtgående med andre sprog, bl.a. tyrkisk og nubisk. Han har også behandlet spørgsmål vedrørende sufisme.